# Luistari

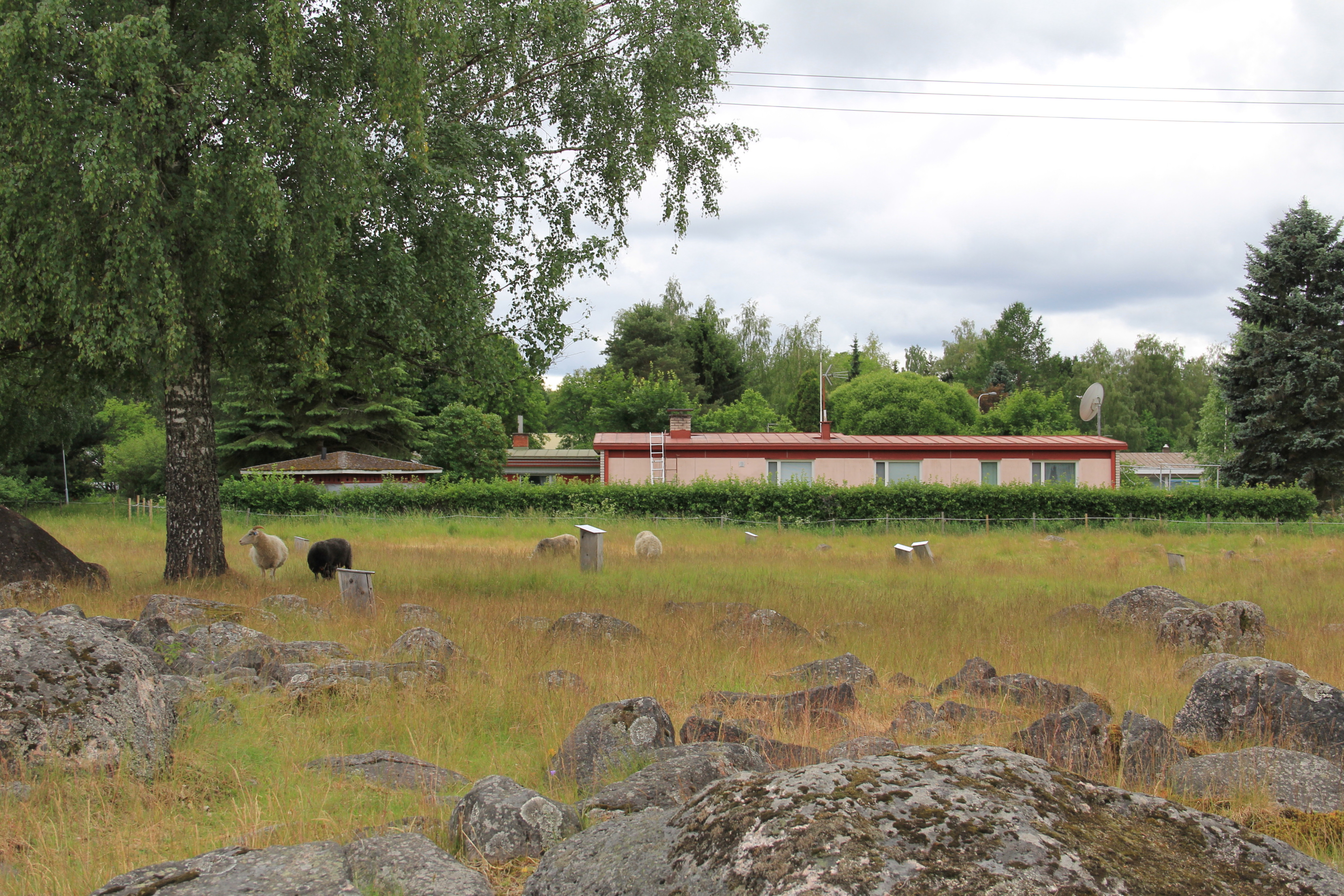
Luistari.

Luistari är ett gravfält i området Kauttua i södra delen av Eura i landskapet Satakunta.
Eura har en rik förhistoria; en förmögen järnålderskultur blomstrade där och 600–1100 e.Kr. Där finns Nordens största kända järnåldersgravfält, som undersöktes bland annat på 1980- och 1990-talen, varvid drygt 1 300 gravar påträffades. Utgående från fynden i en av gravarna har man rekonstruerat en forndräkt för kvinnor från vikingatiden, Euradräkten, vilken presenterades 1982.